# Han van Meegeren

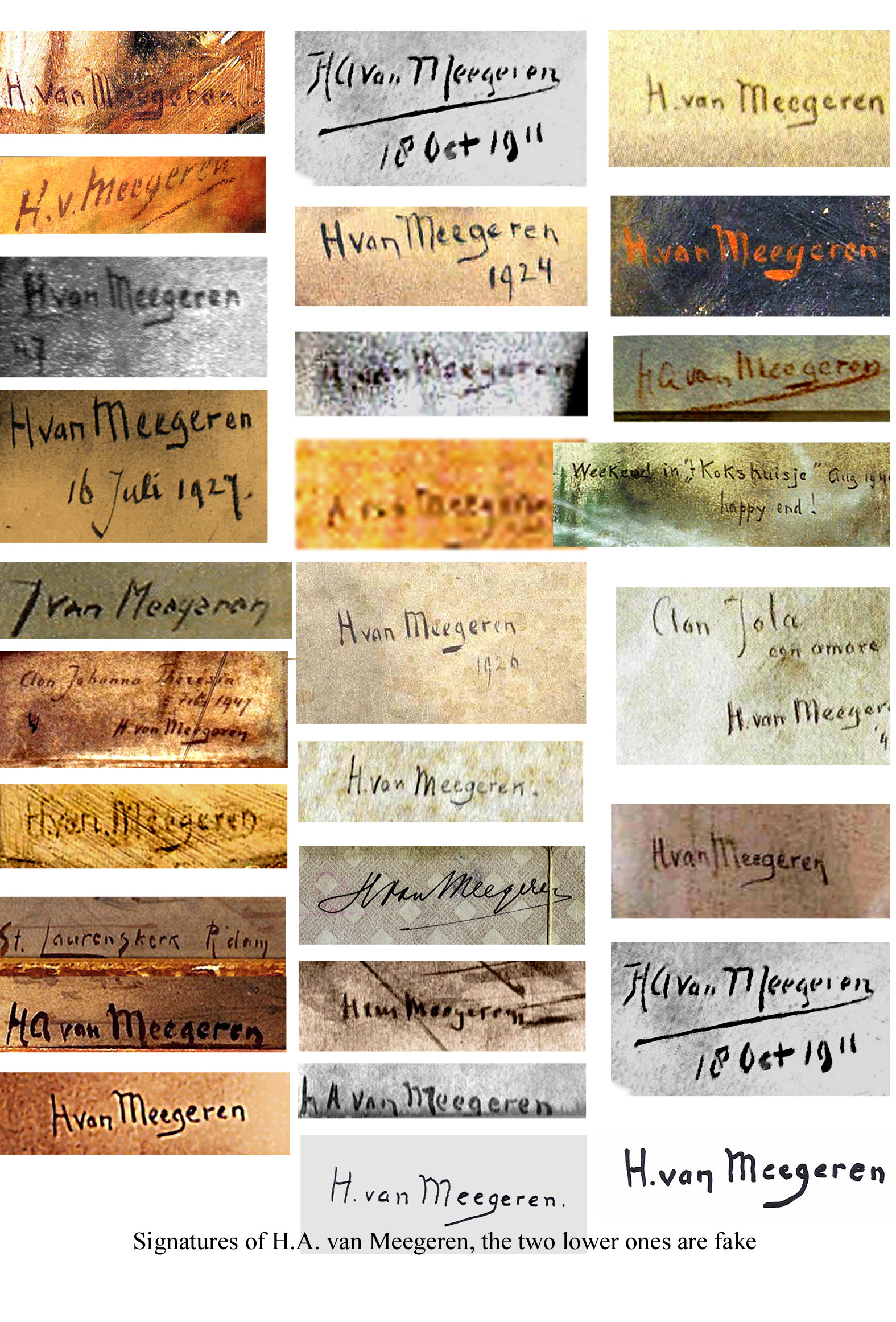
Recull de signatures de van Meegeren.

Henricus Antonius van Meegeren (Deventer, Overijssel, 10 d'octubre de 1889 - Amsterdam, 30 de desembre de 1947), més conegut com a Han van Meegeren va ser un pintor i retratista neerlandès, i és considerat com un dels més enginyosos falsificadors d'art del segle xx.
Quan era petit va desenvolupar un gran entusiasme pels meravellosos colors usats pels pintors de l'Edat d'Or neerlandesa i més tard es va proposar arribar a ser artista. Quan els crítics d'art van menysprear la seva feina, Van Meegeren va sentir que la seva carrera havia estat destruïda. Per tant, va decidir demostrar el seu talent als crítics falsificant pintures d'alguns dels més famosos artistes del món, entre ells Frans Hals, Pieter de Hooch, Gerard ter Borch i Johannes Vermeer. Va replicar tan bé els estils i colors dels artistes copiats que els millors experts i crítics d'art de l'època van considerar les seves pintures com a genuïnes, i en alguns casos, d'exquisida factura. La seva falsificació més reeixida va ser Els deixebles d'Emaús, creada el 1937 mentre vivia al sud de França. Aquesta pintura va ser aclamada per alguns dels més importants experts d'art com la millor obra de Vermeer que havien vist.
Durant la Segona Guerra Mundial, els neerlandesos adinerats, esperant prevenir una venda total de l'art neerlandès a Adolf Hitler i al Partit Nazi, van comprar voraçment les falsificacions de Van Meeregen. No obstant això, un "Vermeer" falsificat va acabar en possessió del Mariscal del Reich Hermann Göring. Després de la guerra la falsificació en mans de Göring va ser descoberta i Han van Meeregen va ser arrestat el 29 de maig de 1945 com a col·laborador dels nazis, perquè van pensar que els havia venut propietat cultural neerlandesa. Aquests crims amenaçaven amb molt de temps a la presó així que l'espantat Van Meeregen va confessar la seva falsificació. El 12 de novembre de 1947 va ser condemnat per falsificació i frau i va ser sentenciat a un any de presó, el qual mai no va complir, perquè abans de ser empresonat va patir un atac cardíac i va morir el 30 de desembre de 1947. S'estima que Van Meeregen va enganyar venedors per diversos milions de dòlars.